# Бурчек (река)
Бурче́к (также Бурчак, Вакуфбахча, Вакуф Бакча, Вакуф-Бакче; укр. Бурчек, крымскотат. Bürçek, Бурьчек) — маловодная река (балка) в Крыму, на территории Белогорского района, правый приток реки Танасу. Длина водотока 7,8 километра, площадь водосборного бассейна 13,9 км².

## География
Исток реки находится севернее села Ульяновка, родником «Чешменчик» (дебит на начало XX века 123800 вёдер в сутки), водосборный бассейн образуется в котловине между вершинами Хылыч-бурун, Джемрек и Отарчек на востоке и Куянак на западе.
У реки 1 безымянный приток длиной менее 5 километров, водоохранная зона установлена в 50 м. Река впадает в Танасу в 0,5 километра от устья, у южной окраины Белогорска.